# مارتن بي. بالمر
مارتن بي. بالمر هو قاضي وسياسي كندي، ولد في 20 ديسمبر 1812، وتوفي في 4 فبراير 1893.